# Il tempo di vivere
Il tempo di vivere (The Ryan White Story) è un film per la televisione del 1989, basato sulla vicenda giudiziaria di Ryan White, ragazzo di appena quattordici sieropositivo al virus HIV. Lo stesso Ryan, a pochi mesi prima della morte, fece un cameo nel ruolo di Chad.

## Trama
Dicembre 1984: Ryan White è un tredicenne emofiliaco dell'Indiana, si ammala di una grave polmonite e, dopo un ricovero ospedaliero, riceve la terribile diagnosi di essere ammalato di AIDS e di avere poco tempo per vivere. Nella primavera del 1985 Ryan si sente meglio e vuole tornare a scuola, ma viene rifiutato perché si teme il contagio. Ryan non demorde e, appoggiato dalla madre Jeanne, riesce ad avviare una battaglia giudiziaria.